# Jean-Baptiste Mockey
Jean-Baptiste Mockey, né le 4 avril 1915 et mort le 29 janvier 1981, est un pharmacien et homme politique ivoirien. Parlementaire au sein de plusieurs assemblées, secrétaire général du PDCI-RDA, il est vice-Premier ministre chargé de l'Intérieur du premier gouvernement de la République de Côte d'Ivoire avant l'indépendance, puis il est tour à tour ambassadeur en Israël, ministre de l'Agriculture et ministre d'État chargé de la Santé.

## Biographie

### Naissance et formation
D'ethnie Nzema, Jean-Baptiste Mockey est né le 4 avril 1915 à Nouamou (Adiaké) alors circonscription d'Aboisso en Côte d'Ivoire, de Williams Edouard Kangah et de Marie Niamkey Avoula. Il effectue sa scolarité à Grand-Bassam et à l'École primaire supérieur de Bingerville, puis il étudie à l'École normale William-Ponty de Dakar au Sénégal et enfin à l'École de médecine de l'AOF de cette même ville, d'où il sort diplômé en pharmacie en 1935. 
Sa femme est Thérèse Adjeiba Accouba Akegnan, qui est une notable Nzema Kotoko de Grand-Bassam et sera également une militante du PDCI-RDA. 

### Carrière de pharmacien
Il commence sa carrière de pharmacien à Abidjan en 1936, puis à Bamako et Kayes, au Mali. Mobilisé de 1941 à 1947, il est nommé chef-adjoint à la pharmacie d'approvisionnement de Saint-Louis du Sénégal, puis occupe le même poste à Abidjan de 1948 à 1953. 

### Engagement politique au sein du PDCI
Militant du Parti démocratique de Côte d'Ivoire (PDCI) dès sa création en 1946, Jean-Baptiste Mockey est conseiller général de 1947 à 1951. Chef de file de l'aile radicale du PDCI, il s'attelle notamment au dossier de la spéculation foncière en Côte d'Ivoire. 
Le 6 février 1949, à Treichville, lors d'une conférence organisée par un opposant au PDCI soutenu par l'administration coloniale, des militants du PDCI et du Bloc démocratique éburnéen s'affrontent, faisant un mort et plusieurs blessés. Huit cadres du PDCI sont alors arrêtés et conduits à la prison de Grand-Bassam, dont les conseillers généraux Jean-Baptiste Mockey et Albert Paraiso, et entre autres Mathieu Ekra. Ces arrestations déclenchent des manifestations de protestation marquées surtout par le boycott des produits français. Jean-Baptiste Mockey est poursuivi pour sédition, trouble à l'ordre public, complicité de violences, pillage en bande organisé et propagande d'une doctrine inféodée à l'étranger (communiste). A l'issue du procès des huit cadres, il est condamné à 5 ans de prison par le tribunal de Grand-Bassam en mars 1950. Mais l'instruction ayant donné lieu à de nombreuses irrégularités, la Cour de cassation annule le jugement en juin 1951. Il est jugé de nouveau en avril 1953 par la cour d'assises d'Abidjan et finalement acquitté.
En 1956, il devient secrétaire administratif du PDCI-RDA, dont il est déjà vice-président de la commission permanente. En 1956 et 1957, Jean-Baptiste Mockey se rapproche de Félix Houphouët-Boigny alors ministre du gouvernement français et devient son chef de secrétariat. Dans le même temps, il ouvre sa propre officine de pharmacie à Treichville.
Il est également élu premier maire de la ville de Grand-Bassam en 1956, première commune de plein exercice de Côte d'Ivoire.

### Membre du conseil de gouvernement
En 1957, il est élu à l'Assemblée territoriale. Dans le contexte de la loi-cadre Defferre, le 15 mai 1957, Jean-Baptiste Mockey devient ministre de l'Intérieur au sein du Conseil de gouvernement, alors dirigé par le gouverneur Ernest de Nattes mais dont les ministres sont issus de la majorité à l'Assemblée. Puis en 1958, lorsque Auguste Denise devient président du Conseil de gouvernement, Jean-Baptiste Mockey lui succède à la vice-présidence.

### Ascension politique

#### Secrétaire général du PDCI
Lors du troisième congrès du Parti démocratique de Côte d'Ivoire (PDCI-RDA)  les 19, 20 et 21 mars 1959, soutenu par la Jeunesse du RDA section Côte d'Ivoire (JRDACI), Jean-Baptiste Mockey défait le secrétaire général sortant Auguste Denise. Devenu secrétaire général du parti, Jean-Baptiste Mockey est également le directeur de publication de l'organe de presse du parti, l'hebdomadaire Fraternité (dont le premier numéro parait le 24 avril 1959). Dès novembre de la même année, il est remplacé à la direction du journal par Philippe Yacé, également secrétaire général adjoint du parti.

#### Sénateur de la Communauté
Député de l'Assemblée législative, Jean-Baptiste Mockey est délégué par cette assemblée pour siéger au Sénat de la Communauté à Paris, le 27 avril 1959. Membre du groupe parlementaire Alliance pour l'unité de la Communauté et Gauche démocratique, il siège à la commission des traités, des accords internationaux de la Défense commune. Son mandat parlementaire se termine le 16 mars 1961 avec la disparition de la Communauté française à la suite des indépendances.

#### Vice-Premier ministre du gouvernement
Le 30 avril 1959, Félix Houphouët-Boigny, tout juste investi Premier ministre par l'Assemblée législative ivoirienne, nomme Jean-Baptiste Mockey vice-Premier ministre du gouvernement, chargé du ministère de l'intérieur. 

### Victime du pseudo «complot du chat noir» et disgrâce
À la fin juillet 1959, après la découverte de fétiches (une tête d'un chat avec une corne de bœuf dans sa gueule) dans la résidence de Félix Houphouët-Boigny à Yamoussoukro et dans ses valises, celui-ci convoque Jean-Baptiste Mockey alors à Paris. Rentré à Abidjan le 11 août, Jean-Baptiste Mockey est soupçonné d'en être à l'origine. Il lui est également reproché d'entretenir des relations épistolaires avec Keita Fodeba, ministre de l'Intérieur de la Guinée – qui a refusé de rejoindre la Communauté en 1958 – pour préparer un complot.
Lors du Congrès extraordinaire du Rassemblement démocratique africain (RDA), du 26 au 29 août, Jean-Baptiste Mockey, toujours secrétaire général du PDCI, prononce un discours dans lequel il accuse la France de pousser les États africains à l'indépendance tout en les affaiblissant au sein de la Communauté, pour permettre à ses milieux financiers et économiques de continuer à l'exploiter, en totale contradiction avec la politique de coopération étroite promue par le président Houphouët-Boigny vis-à-vis de l'ancienne puissance coloniale.
Le 8 septembre, Félix Houphouët-Boigny le convoque et exige sa démission des fonctions de vice-Premier ministre et de ministre de l'Intérieur. Dans la foulée de cet entretien, le Premier ministre annonce la démission de Jean-Baptiste Mockey du bureau politique du PDCI et du gouvernement.
Le procès de Jean-Baptiste Mockey pour le « complot du chat noir » se déroule dans l'hôtel de la Plantation à Yamoussoukro, appartenant à Félix Houphouët-Boigny, le 31 octobre 1959, en présence de certains ministres, du bureau politique du PDCI, des délégations du RDA et des chefs coutumiers. Les délibérations sont prises par le bureau politique du PDCI, le 2 novembre, en l'absence de Jean-Baptiste Mockey. Ce dernier est contraint de démissionner de son poste de secrétaire général du PDCI. Il est remplacé le 4 novembre par Philippe Yacé, qui fait l'intérim puis lui succède définitivement quelques semaines plus tard. 
Tombé en disgrâce, le 13 janvier 1961, Jean-Baptiste Mockey est nommé ambassadeur de Côte d'Ivoire en Israël. Il remet ses lettres de créance le 2 septembre 1961, et l'ambassade ivoirienne ouvre ses locaux à Jérusalem.

### Retour au pouvoir
Le 29 janvier 1963, Félix Houphouët-Boigny le rappelle pour présider la Cour de sûreté de l'État, nouvellement créée et chargée de juger 85 personnalités politiques, proches ou impliqués dans la Jeunesse du RDA section Côte d'Ivoire (JRDACI), accusées de complot envers le chef de l'État ; dont les ministres et secrétaires de la JRDACI Amadou Koné, Joachim Bony et Charles Donwahi. 
Le 15 février 1963, Jean-Baptiste Mockey est nommé ministre de l'Agriculture et de la Coopération, laissé vacant par l'arrestation de Charles Donwahi. Il dirige la délégation de Côte d'Ivoire pour la conférence créant la Banque africaine de développement (BAD) du 31 juillet au 4 août 1963 à Khartoum. Lors de la conférence, il défend la candidature de la ville d'Abidjan pour accueillir le siège de la BAD. 

### Seconde éviction et condamnation
A la fin de l'été 1963, Jean-Baptiste Mockey est accusé d'être le principal architecte d'un nouveau complot supposé visant Félix Houphouët-Boigny,. La découverte de ce complot supposé est l'occasion d'éliminer de la scène politique les dirigeants de l'aile gauche du PDCI. Certains des conjurés sont également membres de la franc-maçonnerie, la plupart du Grand Orient, dont le président de la Cour suprême Ernest Boka (mort dans sa cellule de façon suspecte), le ministre de la Justice Germain Coffi Gadeau, celui de l'Information Amadou Thiam et le ministre de la Défense Jean Konan Banny. Ils sont arrêtés et emprisonnés à la prison d'Assabou à Yamoussoukro. 
Le 6 mai 1964, Jean-Baptiste Mockey est démis de ses fonctions de président de la Cour de sûreté de l'État et remplacé par le président de la Cour suprême Alphonse Boni,. La Cour de sûreté de l'État ainsi renouvelée est réunie une fois de plus à Yamoussoukro, les accusés sont jugés pour complot contre l'intégrité territoriale de la Côte d'Ivoire. Le 30 novembre 1964, la Cour de sûreté de l'État prononce six condamnations à mort, dont celle de Jean-Baptiste Mockey. Gracié par le président Félix Houphouët-Boigny en novembre 1965, il est libéré le 11 mai 1967,.

### Réhabilitation et mort
Jean-Baptiste Mockey est réhabilité politiquement par le président Houphouët-Boigny, en 1975, lorsqu'il est nommé membre du bureau politique du PDCI, fonction qu'il occupe jusqu'à sa mort en 1981. 
Puis, rappelé au gouvernement en mars 1976, Jean-Baptiste Mockey devient ministre d'État chargé de la Santé publique et de la Population. Il est de nouveau maire de Grand-Bassam de 1980 à 1981.
Jean-Baptiste Mockey meurt à 65 ans le 29 janvier 1981, au CHU de Treichville, à la suite des blessures occasionnées lors d'un grave accident de la route sur la route reliant Grand-Bassam à Abidjan,.

## Distinctions

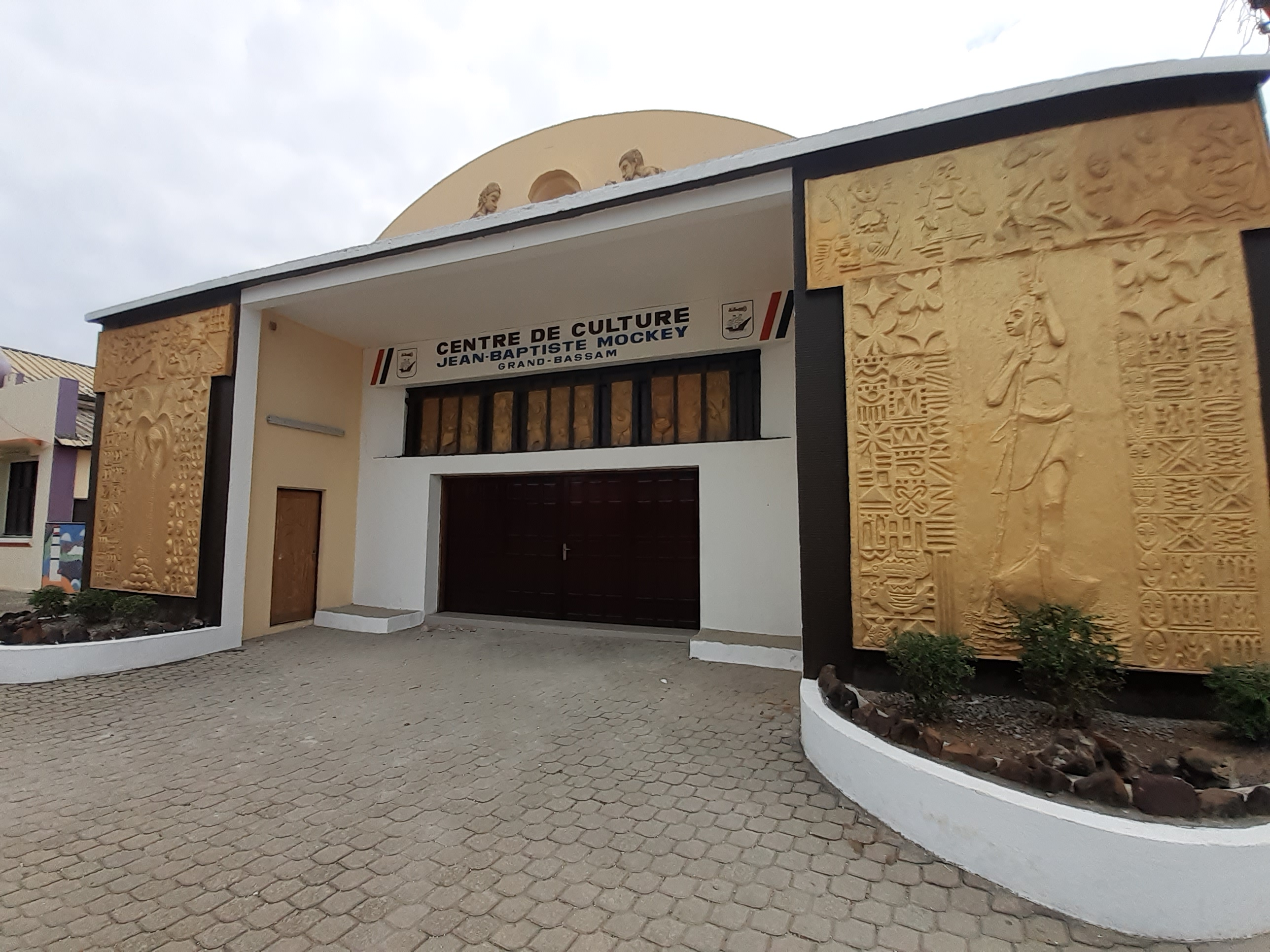
Centre de culture Jean-Baptiste Mockey, Grand-Bassam

### Décorations
- Grand officier de l'ordre national (1962)
- Grand-croix de l'ordre national

### Hommages
- Le centre culturel de Grand-Bassam, installé au sein de l'ancien marché aux légumes et viandes de la ville, et composé de halls en béton datant de 1934, est nommé « Centre de culture Jean-Baptiste Mockey » en son honneur.
- L'un des douze quartiers résidentiels de la commune de Marcory à Abidjan est nommé en son honneur.